# 歌川芳延
歌川 芳延（うたがわ よしのぶ、天保9年（1838年）11月 - 明治23年（1890年）8月14日）は、江戸時代末期から明治時代にかけての浮世絵師。

## 来歴
歌川広重及び歌川国芳の門人。松本八郎の男。姓は松本、通称は弥三郎。俗称は狸の芳延。幼少時に士族の松本氏の養子になっている。歌川を称す。一雲斎、後に一侠斎、一桂斎と号す。狂歌名は遊狸庵都逗美。初めは歌川広重に学んでいたが、その士風の窮屈さを嫌って後に国芳の門人となった。国芳の門に入ったのは18歳の時とも壮年時ともいわれ、国芳の描いた狸の絵をみて入門したといわれる。作画期は安政（1854年 - 1860年）から明治10年代の頃であった。財産を失って義兄の吉田屋宇三郎に寄食していた頃、2世絵馬屋と交流、狂歌も学んで能くした。浅草田甫に狸汁の店を開いたため、「田甫の狸」などとあだ名をつけられた。
以下に、芳延と狸のエピソードの一端を示す。
間もなく、横浜に移住、後に浮世絵をやめ、名古屋へ行き、武者絵や浮世絵風俗を得意として描いていた。初めて陶器に錦絵風のものを描いている。狸を得意であったため、狸の芳延と呼ばれ、産をなして東京へ帰った。また、肉筆浮世絵の幽霊画なども描いている。享年53。墓所は足立区南花畑の長建寺。法名は松還院本誉芳延居士。

## 作品
- 「海坊主」 紙本着色 全生庵コレクション
- 「武者絵」 絵馬 妙法寺所蔵
- 「鐘馗図」絹本墨画着色 まくり1枚 ボストン美術館所蔵